# VIBe
『VIBe』（ヴァイブ）は、VOW WOWの5枚目のオリジナル・アルバム。

## 概要
1988年6月にシングルA面曲として発表されていた「ROCK ME NOW」や、ビートルズのカヴァー「HELTER SKELTER」等が収録されており、1989年にはアルバム・タイトルを『Helter Skelter』に変更したイギリス盤がアリスタ・レコードから発売された。
本作を最後にニール・マーレイがバンドを脱退。その後マーレイはブラック・サバスに加入して、アルバム『ヘッドレス・クロス』（1989年4月発表）に伴うツアーに参加した。

## イギリス盤
1989年2月に発売された『Helter Skelter』は、曲順が日本盤『VIBe』と異なり、更にLPは「FADE AWAY」と「KEEP ON MOVING」が外されて10曲入り、CDは「SIGN OF THE TIMES」がボーナス・トラックとして追加されて11曲入りとなった。また、ジャケット・デザインも変更されている。
アルバム『Helter Skelter』は、1989年3月18日付の全英アルバムチャートで75位に達し、また、全英シングルチャートでは「Helter Skelter」が77位、「I Feel the Power」が87位に達した。

## 収録曲

### 日本盤
1. SPELLBOUND - 4:08
  - 作詞：ニール・マーレイ／作曲：山本恭司
2. FADE AWAY - 3:50
  - 作詞：ニール・マーレイ／作曲：厚見玲衣
3. I FEEL THE POWER - 4:17
  - 作詞：ニール・マーレイ／作曲：新美俊宏
4. HELTER SKELTER - 3:52
  - 作詞・作曲：レノン＝マッカートニー
5. THE BOY - 4:03
  - 作詞：ジョン・ピアソン、人見元基／作曲：山本恭司
6. ROCK ME NOW - 4:57
  - 作詞：ニール・マーレイ／作曲：山本恭司
7. YOU'RE THE ONE FOR ME - 4:33
  - 作詞：ニール・マーレイ／作曲：厚見玲衣
8. TALKING 'BOUT YOU - 4:51
  - 作詞：ニール・マーレイ／作曲：山本恭司
9. TURN ON THE NIGHT - 4:16
  - 作詞：ニール・マーレイ／作曲：厚見玲衣
10. NIGHT BY NIGHT - 4:10
  - 作詞：ニール・マーレイ／作曲：山本恭司
11. NEVER LET YOU GO - 4:29
  - 作詞：ジョン・ピアソン／作曲：山本恭司
12. KEEP ON MOVING - 4:00
  - 作詞：ニール・マーレイ／作曲：新美俊宏

### イギリス盤『Helter Skelter』
1. I Feel the Power
2. Talking 'Bout You
3. Spellbound
4. Helter Skelter
5. The Boy
6. Rock Me Now
7. Turn on the Night
8. Never Let You Go
9. Night by Night
10. You're the One for Me
11. Sign of the Times

## 参加ミュージシャン
- 人見元基 - ボーカル
- 山本恭司 - ギター
- 厚見玲衣 - キーボード
- ニール・マーレイ - ベース
- 新美俊宏 - ドラムス

ゲスト・ミュージシャン
- George McFariane、Roland Kerridge - パーカッション・プログラミング
- Paul Spong、Steve Sidwell - トランペット(on YOU'RE THE ONE FOR ME)
- Neil Sidwell、Rick Taylor - トロンボーン(on YOU'RE THE ONE FOR ME)
- Campsie、Mick Mullins、Philip Caffrey、David Taggart - バッキング・ボーカル